# Виттадини, Карло
Ка́рло Виттади́ни (итал. Carlo Vittadini; 11 июня 1800 — 20 ноября 1865) — итальянский миколог и врач.

## Краткая биография
Учился в Милане, в Университете Павии. Был учеником Джузеппе Моретти. В 1826 году получил степень доктора медицинских наук за работу Tentamen mycologicum seu Amanitarum illustratio, в которой описал 14 новых для науки видов рода Мухомор. Также описал множество видов из родов Болетус и Трюфель. Издал несколько публикаций, посвящённых болезням тутового шелкопряда.

## Научные работы
- Monographia tuberacearum (1831) — описан 51 новый вид.
- Descrizione dei funghi mangerecci più comuni dell'Italia e de'velenosi che possono co'medesimi confondersi (1835) — 15 новых видов.
- Monographia Lycoperdineorum (1842) — 25 видов.
- Trattato sui funghi mangerecci più conosciuti e paragoni con quelli velenosi con cui possono essere confusi (1844)

## Организмы, названные в чести Карло Виттадини
Роды:
- Vittadinia A. Rich. 1832
- Vittadinion Zobel 1854 (=Tuber)
- Vittadinula (Sacc.) Clem. & Shear 1931 (=Sphaerodes)

Виды:
- Amanita vittadinii (Moretti) Vittad. 1826
- Ramaria vittadinii R.H. Petersen 1989
- Rhizopogon rubescens var. vittadinii Tul. & C. Tul. 1851 (=Rhizopogon vulgaris)
- Tuber magnatum var. vittadinii Daprati 2007
- Tulostoma vittadinii Petri 1904 (=Tulostoma fumbriatum)